# Maria Volkonskaïa
La princesse Maria Nikolaïevna Volkonskaïa (en russe : Мария Николаевна Волконская), née Raïevskaïa (Раевская) le 25 décembre 1805 et morte le 10 août 1863, était la plus jeune fille du général russe Nikolaï Raïevski et de Sophia Konstantinova, petite-fille de Mikhaïl Lomonossov. En 1825, Maria épousa le prince Sergueï Grigorievitch Volkonski, futur général de division décembriste. Lorsque Volkonski fut arrêté et exilé en Sibérie, elle le suivit en exil à la condition que ses enfants nés après son départ en Sibérie soient frappés pour toujours du domaine noble et deviennent des travailleurs en servitude (en russe : заводские крестьяне) ; la menace n'a cependant pas été mise en pratique.

## Biographie
Volkonskaïa avait une sœur, Sophia. À l'âge de dix-huit ans, Maria épousa le prince Sergueï Volkonski, qui était plus âgé. Connue à Irkoutsk comme étant la princesse de Sibérie, elle a fondé un hôpital local et ouvert une salle de concert, en plus d’organiser des soirées musicales et culturelles chez elle. À Irkoutsk, Maria avait un manoir en bois bleu et blanc.
Les Volkonski ont eu quatre enfants, dont deux sont morts en bas âge. Le plus âgé, Nikolaï (2 janvier 1826 - 17 janvier 1828), est né avant l'exil et est décédé à Saint-Pétersbourg après le départ de sa mère pour la Sibérie. Le deuxième enfant, Sophia, décède le 1er juillet 1830, alors que Mikhaïl (1832-1909) et la princesse Ielena Kotchoubey-Rakhmanoff (1835-1916) survivent jusqu'au XXe siècle.
Un certain nombre d'œuvres littéraires, notamment Eugène Onéguine d'Alexandre Pouchkine et le poème Russian Women de Nikolaï Nekrassov, ont été consacrées à Volkonskaïa. Un passage d'Eugène Onéguine se lit comme suit : 
Je me souviens d'un océan sous le signe de la tempête :
Jaloux, j'ai regardé ses vagues battre
Un chemin droit vers elle dans la dévotion,
Tourbillonner en séquence à ses pieds.
Pour rejoindre ces vagues, mon âme brûlait
Toucher ces membres avec des lèvres si désirantes.
En 1922, il fut prouvé que Volkonskaïa était le sujet de six poèmes de Pouchkine (écrits en 1820, 1822, 1824, 1825, 1828 et 1829). Pouchkine a également consacré quelques lignes au décès soudain du petit fils de Volkonskaïa, Nikolaï. Cependant, le pouchkiniste Mikhaïl Gerchenzon a réfuté l'idée selon laquelle Pouchkine était amoureux de Maria. Volkonskaïa elle-même est décédée de problèmes cardiaques dans la propriété de son beau-fils, Nikolaï Arkadievitch Kotchoubey (village ukrainien de Voronki).
En septembre 2001, des photos de la famille décembriste Volkonski, de leurs proches et d'autres décembristes ont été remises au Musée historique d'État de Moscou par Signora Elena Cicognani de Rome, née la princesse Elena Vadimovna Volkonskaïaa, arrière-petite-fille de Mikhaïl (1832–1909), en la présence de son cousin Andrew (Andreï Sergueïevitch) Kotchoubey de New York, arrière-petit-fils de Ielena Molchanov-Kotchoubey-Rakhmanoff (1835-1916).

## Honneurs
L'astéroïde (3703) Volkonskaïa porte son nom.

## Remarques
- (en) Cet article est partiellement ou en totalité issu de l’article de Wikipédia en anglais intitulé « Mariya Volkonskaya » (voir la liste des auteurs).

1. ↑   Eugene Onegin, traduit par DOUGLAS HOFSTADTER New York Times
2. ↑   Б. М.Соколов. Мария Волконская и Пушкин, 1922
3. ↑   Brian Horowitz. Le mythe de l'AS Pouchkine à l'âge d'argent en Russie, Northwestern University Press, 1996, p. 1-2